# František Ptáček
František Ptáček (ur. 4 kwietnia 1975 w Pradze) – czeski hokeista. Były reprezentant Czech.

## Kariera klubowa
- Sparta Praga U18 (1991-1992)
- Sparta Praga U20 (1992-1993)
- Slavia Praga (1993)
- Sparta Praga (1993-2003)
- HC Energie Karlowe Wary (2003-2006)
- Sparta Praga (2006-2009)
- HC Czeskie Budziejowice (2009-2013)
- Mountfield Hradec Králové (od 2013)

Wychowanek i wieloletni zawodnik Sparty Praga (z drużyną zdobył wszystkie cztery mistrzostwa Czech w historii klubu). Od 2009 zawodnik HC Czeskie Budziejowice. W 2012 przedłużył umowę z klubem. Od 2013 zawodnik klubu następczego przeniesionego do Hradec Králové.
W swojej karierze występuje w ekstralidze czeskiej od jej powstania w 1993. W listopadzie 2011 rozegrał mecz numer 1000 w lidze. Po sezonie 2012/2013 zajmuje pierwsze miejsce w klasyfikacji liczby rozegranych meczów ligowych.

## Sukcesy i osiągnięcia
Klubowe
- Złoty medal mistrzostw Czech: 2000, 2002, 2006, 2007 z Spartą Praga
- Srebrny medal mistrzostw Czech: 2001 z Spartą Praga
- Brązowy medal mistrzostw Czech: 1996, 1997, 2003 z Spartą Praga
- Wicemistrzostwo Europejskiej Ligi Hokejowej: 2000 z Spartą Praga
- Finał Pucharu Mistrzów: 2008 z Spartą Praga
- Tipsport Hockey Cup: 2001 z Spartą Praga

Indywidualne
- Ekstraliga czeska 1999/2000:
  - Nagroda na zawodnika grającego w najbardziej sportowy sposób
- Ekstraliga czeska 2003/2004:
  - Nagroda na zawodnika grającego w najbardziej sportowy sposób
- Ekstraliga czeska w hokeju na lodzie (2006/2007):
  - Pierwsze miejsce w klasyfikacji +/- w fazie play-off: +7
- Ekstraliga czeska w hokeju na lodzie (2010/2011):
  - Pierwsze miejsce w klasyfikacji strzelców wśród obrońców w sezonie zasadniczym: 10 goli

Rekord w ekstralidze czeskiej
- Pierwsze miejsce w klasyfikacji liczby rozegranych meczów: 1088 (po zakończeniu sezonu 2012/2013)